# Augusto C. Peñaloza Vega
Augusto C. Peñaloza Vega fue un político peruano.
En 1919, cuando el presidente Augusto B. Leguía dio inicio a su oncenio, fue elegido a los 27 años diputado por la provincia de Huancayo para la Asamblea Nacional de ese año que tuvo por objeto emitir una nueva constitución, la Constitución de 1920. Luego se mantuvo como diputado ordinario hasta 1924,  reeligiéndose ese año y en 1929 hasta 1930 durante todo el Oncenio de Leguía. Paralelamente a su gestión, entre 1921 y 1923 fue alcalde de Huancayo.
Fue elegido diputado por la provincia de Huancayo en las elecciones de 1939 por el partido Concentración Nacional que postuló a Manuel Prado Ugarteche a la presidencia de la república. Finalmente, fue elegido nuevamente como diputado por Junín en las Elecciones de 1950 en los que salió elegido el General Manuel A. Odría quien ejercía el poder desde 1948 cuando encabezó un golpe de Estado contra el presidente José Luis Bustamante y Rivero.